# Coupe de la Ligue française féminine de handball 2006-2007
Navigation
Coupe de la Ligue 2005-2006 Coupe de la Ligue 2007-2008
La Coupe de la Ligue féminine de handball 2006-2007 est la 5e édition de la compétition. Elle oppose du 8 au 11 mars 2007 huit clubs du Championnat de France féminin de handball 2006-2007.
Metz Handball, tenant du titre, bat en finale le Cercle Dijon Bourgogne et remporte ainsi son troisième titre dans la compétition.

## Résultats
|  | Quarts de finale        | Quarts de finale |                        |      | Demi-finales | Demi-finales |  |  | Finale | Finale |
|  | Quarts de finale        | Quarts de finale |                        |      | Demi-finales | Demi-finales |  |  | Finale | Finale |
|  |                         |                  |                        |      |              |              |  |  |        |        |
|  |                         |                  |                        |      |              |              |  |  |        |        |
|  |                         |                  |                        |      |              |              |  |  |        |        |
|  | Issy-les-Moulineaux HBF | 23               |                        |      |              |              |  |  |        |        |
|  | Issy-les-Moulineaux HBF | 23               |                        |      |              |              |  |  |        |        |
|  | Cercle Dijon Bourgogne  | 26               |                        |      |              |              |  |  |        |        |
|  | Cercle Dijon Bourgogne  | 26               | Dijon Bourgogne        | 27ap |              |              |  |  |        |        |
|  |                         |                  | Dijon Bourgogne        | 27ap |              |              |  |  |        |        |
|  |                         | Le Havre AC      | 26                     |      |              |              |  |  |        |        |
|  | Le Havre AC             | Le Havre AC      | 26                     | 26   |              |              |  |  |        |        |
|  | Le Havre AC             |                  |                        | 26   |              |              |  |  |        |        |
|  | HBC Nîmes               | 22               |                        |      |              |              |  |  |        |        |
|  | HBC Nîmes               | 22               | Cercle Dijon Bourgogne | 18   |              |              |  |  |        |        |
|  |                         |                  | Cercle Dijon Bourgogne | 18   |              |              |  |  |        |        |
|  |                         | Metz Handball    | 25                     |      |              |              |  |  |        |        |
|  | US Mios-Biganos         | Metz Handball    | 25                     | 27   |              |              |  |  |        |        |
|  | US Mios-Biganos         |                  |                        | 27   |              |              |  |  |        |        |
|  | CA Bègles               | 23               |                        |      |              |              |  |  |        |        |
|  | CA Bègles               | 23               | Mios-Biganos           | 17   |              |              |  |  |        |        |
|  |                         |                  | Mios-Biganos           | 17   |              |              |  |  |        |        |
|  |                         | Metz Handball    | 29                     |      |              |              |  |  |        |        |
|  | Metz Handball           | Metz Handball    | 29                     | 24   |              |              |  |  |        |        |
|  | Metz Handball           |                  |                        | 24   |              |              |  |  |        |        |
|  | ES Besançon             | 19               |                        |      |              |              |  |  |        |        |
|  | ES Besançon             | 19               |                        |      |              |              |  |  |        |        |

### Quarts de finale
Parmi les performances notables lors de ces quarts de finale, on a, :
- Le 08/ 03 à Lons le Saunier
  - Le Havre AC - HBC Nîmes 26-22 (11-11) : Zoqbi de Paula (19 arrêts), Simerská (8/9 aux tirs) pour Le Havre et Vanparys (7 buts) pour Nîmes
  - ES Besançon - Metz Handball 19-24 (12-12) : Fiossonangaye (8 buts), Chebbah (7) pour Besançon et Kysučanová (8), Wendling (5/5 aux tirs) pour Metz
- Le 08/03 à Valdoie :
  - US Mios-Biganos - CA Bègles 27-23 (10-12) : Iacob (6 buts), Hemery (5) pour Mios et Lacrabère (7), Benga-Dabo (6) pour Bègles
  - Cercle Dijon Bourgogne - Issy-les-Moulineaux HBF 26-23 (12-11) : Gras (19 arrêts), Jacquinot (6 buts), Jelic et Khouildi (4) pour Dijon et Herbrecht (9) pour Issy

### Demi-finale
Les demi-finales ont lieu dans le Palais des sports de Besançon. Dans la première demi-finale, le suspens a été intense puisque Dijon aura eu besoin passer par les prolongations pour écarter Le Havre, finalistes des deux précédentes éditions :
- Cercle Dijon Bourgogne - Le Havre AC 27-26ap (10-12,22-22,25-24)
  - Dijon : Jeoffroy (55 minutes, 8/27 arrêts], Gras (15 minutes, 2/9 arrêts) - Jelic (2/2), Murigneux (2/4), Donguet (4/9), Groposila (2/4), Marzouk (4/11), Khouildi (3/7), puis Revil (2/4), Pecqueux-Rolland (4/5), Kleiber et Jacquinot (4/9 dont 3/3 pen).
- Le Havre : Zoqbi de Paula (tout le match, 19/46 arrêts), Abdelhak (3/7), Siódmiak (4/8), Tounkara (3/6), Simerská (2/4), Silva (10/15 dont 3/3 pen), Vasková (2/3), puis Lulic (2/4), Anti (0/1) et Smitran.

Dans la seconde demi-finale, Mios aura tenu une mi-temps (12-11) avant que Metz ne montre sa force (18-5) :
- US Mios-Biganos - Metz Handball 17-29 (12-11)
  - Mios : Bouveret (tout le match, 11/40 arrêts) - Padiou 10/11, Iacob (1/6 dont 0/1 pen), Hemery (2/7), Borg-Korfanty (2/6 dont 0/1 pen), Itoua-Atsono (3/5 dont 0/1 pen), Moukila (5/8), puis Vilimonovic (0/4) et Zuccaro (1/4).
  - Metz Pradel (30 minutes, 8/20 arrêts), Leynaud (30 minutes, 8/13 arrêts) - Kysučanová (7/15 dont 3/4 pen), Guehl (2/4), Kanto (4/6), François (1/2), Piejos (3/5), Horacek (1/8) puis Guillaut (2/2), Hadj (1/4), Cendier (3/4), Wendling (4/5) et Vallet (1/1).

### Finale
| 12 mars 2007 | Cercle Dijon Bourgogne           | 18 - 25  | Metz Handball      | Palais des sports de Besançon Affluence : 1 500 Arbitrage : MM. Dentz et Reibel |
| 12 mars 2007 | Elena Groposila, Ines Khouildi 4 | (8 - 13) | Lenka Kysučanová 7 | Palais des sports de Besançon Affluence : 1 500 Arbitrage : MM. Dentz et Reibel |
| 12 mars 2007 | Hand Action                      |          |                    | Palais des sports de Besançon Affluence : 1 500 Arbitrage : MM. Dentz et Reibel |

| Gardiennes:                |                            |
| Pauline Jeoffroy           | 1/9 arrêt en 11 minutes    |
| Émilie Gras                | 12/32 arrêts en 49 minutes |
| Joueuses:                  |                            |
| Lydie Revil                | 1 but/2 tirs               |
| Céline Bernardot           | -                          |
| Vanessa Jelic              | -                          |
| Véronique Pecqueux-Rolland | 2/2                        |
| Céline Murigneux           | 3/7                        |
| Diane Kleiber              | -                          |
| Ludivine Jacquinot         | 2/6 dont 0/2 pen           |
| Gisèle Donguet             | 1/5                        |
| Elena Groposila            | 4/5 dont 3/3 pen           |
| Rafika Marzouk             | 1/5                        |
| Ines Khouildi              | 4/10                       |

| Gardiennes:       |                             |
| Amandine Leynaud  | tout le match, 16/34 arrêts |
| Linda Pradel      | -                           |
| Joueuses:         |                             |
| Lenka Kysučanová  | 7 buts/12 tirs dont 2/2 pen |
| Delphine Guehl    | 2/3                         |
| Nina Kanto        | 4/5                         |
| Aurélia Guillaut  | -                           |
| Hélène François   | 1/4                         |
| Rachida Drii Hadj | 0/1                         |
| Pavla Poznarová   | -                           |
| Sonia Cendier     | 0/3                         |
| Katty Piejos      | 4/9                         |
| Isabelle Wendling | 2/3                         |
| Mégane Vallet     | -                           |
| Vesna Horaček     | 5/14                        |